# ユースオリンピックのカーリング競技
ユースオリンピックのカーリング競技（ユースオリンピックのカーリングきょうぎ）は、2012年のインスブルック大会より行われている。

## メダル獲得者

### ミックス4
| 大会名              | 金         | 銀             | 銅     |
| ------------------- | ---------- | -------------- | ------ |
| 2012 インスブルック | スイス     | イタリア       | カナダ |
| 2016 リレハンメル   | カナダ     | アメリカ合衆国 | スイス |
| 2020 ローザンヌ     | ノルウェー | 日本           | ロシア |
| 2024 江原道         | イギリス   | デンマーク     | スイス |

### ミックスダブルス
※YOCはユースオリンピックチームの略
| 大会名              | 金                              | 銀                            | 銅                                  |
| ------------------- | ------------------------------- | ----------------------------- | ----------------------------------- |
| 2012 インスブルック | YOC #1（ ドイツ / スイス）      | YOC #19（ 韓国 / ノルウェー） | YOC #10（ ロシア / アメリカ合衆国） |
| 2016 リレハンメル   | YOC #29（ 日本 / スイス）       | YOC #10（ 中国 / イギリス）   | YOC #22（ 中国 / ノルウェー）       |
| 2020 ローザンヌ     | YOC #33（ ハンガリー / カナダ） | YOC #46（ フランス / ロシア） | YOC #17（ 中国 / チェコ）           |
| 2024 江原道         | イギリス                        | デンマーク                    | アメリカ合衆国                      |